# Buono de' Buoni
Buono de' Buoni (Napoli, ... – 1465 circa) è stato un pittore italiano del XV secolo attivo a Napoli.

## Biografia
Secondo Bernardo De Dominici, floruit intorno all'anno 1430. Fu discepolo di un vecchio pittore napoletano chiamato Colantonio del Fiore, che assistette in diverse sue opere, e dopo la cui morte divenne uno degli artisti più famosi del suo tempo. Ci sono molte sue opere nelle chiese di Napoli; uno dei più apprezzati è un dipinto nella Basilica di Santa Restituta che rappresenta San Francesco riceve le stimmate. Morì intorno all'anno 1465. Era il padre del pittore Silvestro Buono. 